# 調布国際音楽祭
調布国際音楽祭（ちょうふこくさいおんがくさい、英: Chofu International Music Festival、略称: CIMF、旧称: ちょうふ音楽祭、調布音楽祭）は、東京都調布市で毎年初夏に開催されているクラシック音楽の音楽祭である。主催は、調布市および公益財団法人調布市文化・コミュニティ振興財団。主な会場は調布市グリーンホール。
2013年（平成25年）から、調布市出身の音楽家である鈴木優人と森下唯がプロデューサーを務めている。監修は、鈴木優人の父である鈴木雅明。

## 概要
調布国際音楽祭は、「バッハの演奏」「アートとの連携」「次世代への継承」の3つのテーマを軸に開催されている。深大寺でのコンサートや子ども向けのコンサート、そして若者たちが世界から集まるフェスティバル・オーケストラなど多彩な形で公演を開催してきた。
調布市は、音楽大学である桐朋学園大学があることもあって、音楽家の人口が比較的多い。市民が演奏に参加するなど、調布市ならではの音楽祭となっている。

## 歴史

### ちょうふ音楽祭
2012年（平成24年）まではちょうふ音楽祭という名称で開催していた。1988年（昭和63年）に第2回ちょうふ音楽祭を開催したことが分かっており、初めてのちょうふ音楽祭は1988年（昭和63年）以前に開催されたものと見られる。
2010年（平成22年）から2012年（平成24年）まではポピュラー音楽に特化した音楽祭であるちょうふ音楽祭 LIVE PLUS+も開催していた。

### 調布音楽祭
2010年（平成22年）、古楽アンサンブルであるバッハ・コレギウム・ジャパン（BCJ）の代表を務める鈴木雅明が調布市在住であることをきっかけとして、BCJと調布市文化・コミュニティ振興財団との間で協定が結ばれた。その一環で、2013年（平成25年）に鈴木雅明の息子である鈴木優人が総合プロデューサーに就任し、プロジェクト委員会を発足。本格的なクラシック音楽の祭典として調布音楽祭に名称変更された。
2015年（平成27年）は、深大寺本堂でのコンサートを初企画。また、ミハイル・プレトニョフ率いるロシア・ナショナル管弦楽団を迎えた。
2016年（平成28年）からは新たにフェスティバル・オーケストラを企画。音大生など、若手演奏家を中心に公募され編成されるオーケストラである。

### 調布国際音楽祭
2017年（平成29年）に調布国際音楽祭に改称し、平野敬子による新たなエンブレムも誕生した。
2020年（令和2年）は新型コロナウイルスの感染拡大の影響により、オンラインでの開催に変更された。この際、名称も1年限りで@調布国際音楽祭に変更された。運営資金をクラウドファンディングで集め、コンサートの無料配信を行った。
2022年（令和4年）は、NHK交響楽団が初出演。また、第18回ショパン国際ピアノコンクールで第4位入賞した小林愛実や角野隼斗を迎えるなど、若手音楽家が集まって開催される。

## 開催期間
以下は2013年（平成25年）以降の調布音楽祭および調布国際音楽祭の開催期間。
- 第1回 - 2013年6月21日 - 6月22日（2日間）
- 第2回 - 2014年7月4日 - 7月6日（3日間）
- 第3回 - 2015年6月25日 - 6月28日（4日間）
- 第4回 - 2016年6月22日 - 6月26日（5日間）
- 第5回 - 2017年6月11日 - 6月18日（8日間）
- 第6回 - 2018年6月22日 - 6月26日（5日間）
- 第7回 - 2019年6月23日 - 6月30日（8日間）
- 第8回 - 2020年6月14日 - 6月21日（8日間）
- 第9回 - 2021年6月27日 - 7月4日（8日間）
- 第10回 - 2022年6月18日 - 6月26日（9日間）
- 第11回 - 2023年6月24日 - 7月2日（9日間）

## 主な公演
開催回によって会場が異なる場合がある。
- オープニング・コンサート（調布市グリーンホール 大ホール）
- ミュージックサロン（グリーンホール 小ホール）
- ウェルカムコンサート（グリーンホール 2Fテラス、調布駅前広場）
- フェスティバル・オーケストラ（グリーンホール 大ホール）
- たたいてあそぼう（グリーンホール 小ホール）

## 主な会場
- 調布市グリーンホール
- 調布市文化会館たづくり
- 深大寺本堂
- 調布市せんがわ劇場